# Madingou
Madingou är en stad (franska: commune) i Kongo-Brazzaville. Den är huvudort i departementet Bouenza, i den sydvästra delen av landet, 190 km väster om huvudstaden Brazzaville. Antalet invånare är 36 183.